# Lacs de l'Eau d'Heure
Les lacs de l'Eau d'Heure sont situés en Wallonie sur le cours de la rivière Eau d'Heure, à cheval sur les provinces de Hainaut et de Namur.

## Géographie
Ce vaste ensemble, composé de cinq lacs de retenue, constitue le plus important plan d'eau artificiel de Belgique : le site a une superficie totale de quelque 1 800 hectares dont plus de 600 hectares de plans d'eau, 600 hectares de forêts et 600 hectares de prairies.  Il s'étend sur les communes de Froidchapelle (province de Hainaut) et Cerfontaine (province de Namur).   
Deux grands barrages ont été aménagés dans les années 1970 : celui de l'Eau d'Heure et de celui de la Plate Taille, qui est équipé d'une centrale hydro-électrique de pompage-turbinage (comme à Coo). La variation quotidienne et saisonnière du niveau de l'eau a une influence non négligeable sur les écosystèmes de ces plans d'eau. Il y a également trois pré-barrages aux lieux-dits : Féronval, Ry-Jaune et Falemprise.
Depuis sa conception entre 1971 et 1978, ce site situé à trente-deux kilomètres au sud de Charleroi et à cinquante-cinq kilomètres de Namur, est ouvert à la promenade : une centaine de kilomètres de sentiers longe quelque 70 km de rives, et le vaste plan d'eau de la Plate-Taille, d'une superficie de 351 hectares, permet la pratique de divers sports nautiques. Un village de vacances créé dans les années 2000, a largement contribué à développer le tourisme de séjour. 
Le barrage de la Plate-Taille est le plus important barrage de Belgique. De type poids, il possède une longueur de crête de 790 m. La retenue, d'une superficie de 351 ha, a une capacité de 68,4 millions de m3 ; elle est réservée à la voile, la planche à voile et la plongée subaquatique.
Le barrage de l’Eau d’Heure a noyé la vallée entre Cerfontaine, Boussu-lez-Walcourt et Silenrieux. Pour rappel, le complexe des barrages, ou des lacs de l’Eau d’Heure compte cinq retenues d’eau : deux barrages et trois-pré-barrages :
| Noms         | Côte (en mètre) | Volume en eau (en mètre cube) | Superficie (en hectare) |
| ------------ | --------------- | ----------------------------- | ----------------------- |
| Eau d’Heure  | 207             | 14 750 000                    | 135                     |
| Plate-Taille | 250             | 68 400 000                    | 389                     |
| Falemprise   | 208,50          | 1 230 000                     | 47                      |
| Ry-Jaune     | 210             | 1 140 000                     | 31                      |
| Féronval     | 208,50          | 785 000                       | 21                      |
| Total        |                 | 86 305 000                    | 653                     |

## Histoire

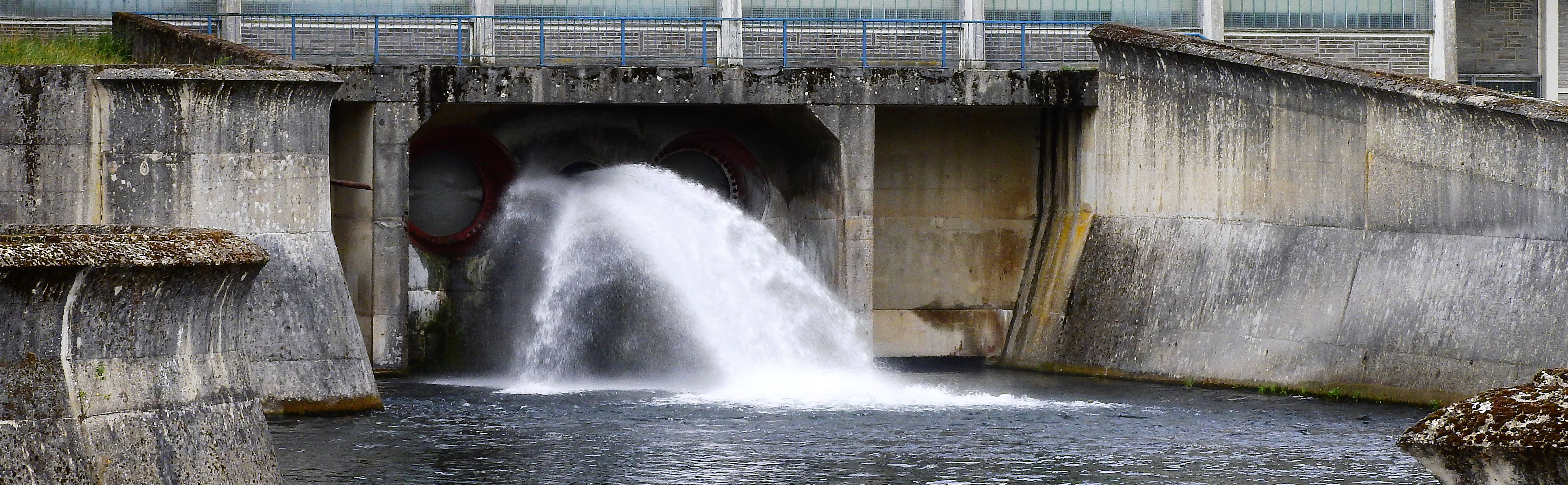
Jet d'eau du barrage de l'Eau d'Heure.

Avant 1972, une vallée descendait du village vers la Loripette, longeant l'Eau d'Heure. Voici quelques détails techniques concernant les barrages de l'Eau d'Heure. Ils ont été construits pour atténuer la pollution industrielle et urbaine par dilution, soutenir indirectement le débit de la Meuse et garantir l'alimentation du canal Charleroi-Bruxelles après son adaptation à un gabarit de 1350 tonnes. Il était crucial d'assurer un débit minimum de cinq mètres cubes par seconde à la Sambre, à Charleroi. Les barrages de l'Eau d'Heure servent donc à stocker l'eau nécessaire pour maintenir ce débit en permanence. Ils participent également à améliorer l'approvisionnement en eau potable dans la région de Charleroi. Des études hydrologiques avaient estimé qu'une réserve utile de 47 millions de m3 serait nécessaire pour répondre à ces besoins en cas de sécheresse.
Parmi tous les sites analysés, la vallée de l'Eau d'Heure entre Silenrieux et Cerfontaine offrait les meilleures conditions pour construire le barrage, à condition toutefois de déplacer la ligne de chemin de fer 132 qui encombrait la vallée. Pour éviter l’expropriation d’une partie du village de Cerfontaine, la capacité du barrage fut réduite à 17,3 millions de m3. Une solution permettant une réserve de 47 millions de m3 fut trouvée avec la construction de deux barrages : l'un sur l'Eau d'Heure à Silenrieux, l'autre dans une vallée latérale traversée par la Plate Taille. Cependant, cette rivière ne fournissant pas une alimentation naturelle suffisante, le lac doit être rempli par pompage depuis le réservoir de l'Eau d'Heure, effectué de nuit lorsque l'énergie électrique est à moindre coût.
Les premiers travaux ont commencé au pré-barrage de Falemprise, suivis de ceux du pré-barrage du Ry-Jaune, puis de Féronval, ainsi que des deux barrages principaux de la Plate-Taille et de l’Eau d’Heure. Une fois les grands ouvrages achevés, la mise sous eau a été effectuée : au printemps 1977 pour le Ry-Jaune, en janvier 1977 pour Falemprise, le 23 mars 1977 pour Féronval et l’Eau d’Heure, et en septembre 1977 pour la Plate-Taille. En février 1980, les lacs étaient remplis à leur capacité maximale.

## Les barrages

### Barrage de la Plate-Taille

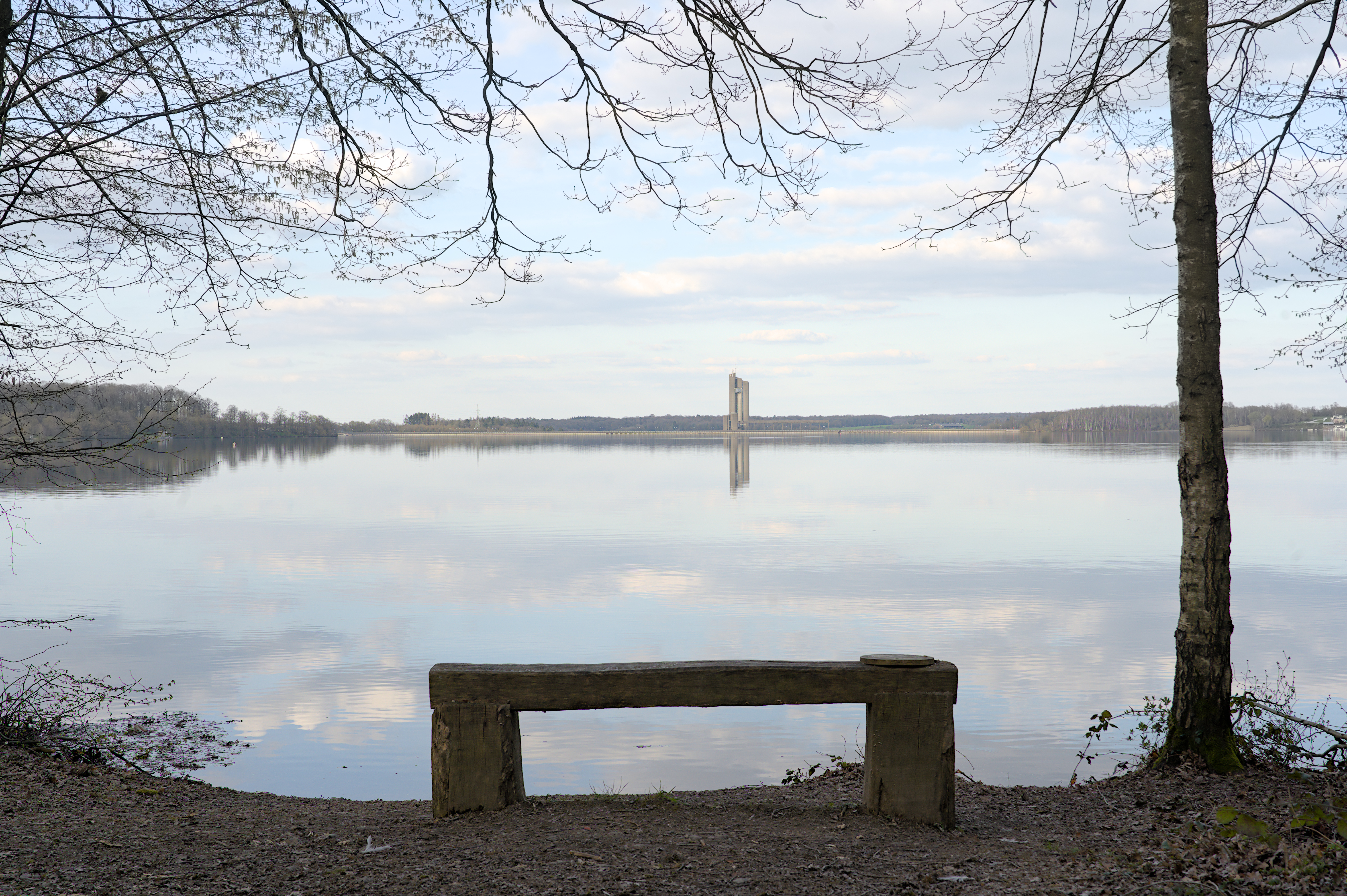
Lac de la Plate-Taille.

Le barrage de la Plate-Taille joue un rôle crucial dans la production d'électricité du pays. Lorsque les énergies renouvelables comme l'éolien, le solaire ou la biomasse ne produisent pas suffisamment, le barrage libère de l'eau pour générer de l'électricité. La nuit, quand la demande électrique est faible, des pompes renvoient l'eau dans le lac de la Plate-Taille. Ce lac, entièrement artificiel, n'est alimenté par aucun cours d'eau. À l'origine, il servait à réguler le débit de la Sambre en aval, mais cette régulation n'est plus aussi nécessaire aujourd'hui. Avant le lac de la Plate-Taille il y avait un bois et un château.

### Barrage de l'Eau d'Heure
Ce barrage est situé près de Silenrieux, et le lac qu'il alimente est nourri par l'Eau d'Heure. Il s'agit du premier barrage construit sur l'Eau d'Heure, réalisé en enrochement, avec un mur atteignant une hauteur de 34,80 mètres. Le barrage est équipé d'une tour de prise d'eau, d'un trop-plein et d'une rigole qui relie le lac à la rivière. En contrebas, on trouve une petite centrale hydroélectrique.

### Les pré-barrages
Les pré-barrages de Falemprise, du Ry-Jaune et de Féronval servent à empêcher que, lors des variations du niveau du lac, le recul des eaux expose les extrémités des plages à la boue, ce qui serait peu favorable à l'exploitation touristique du plan d'eau. 

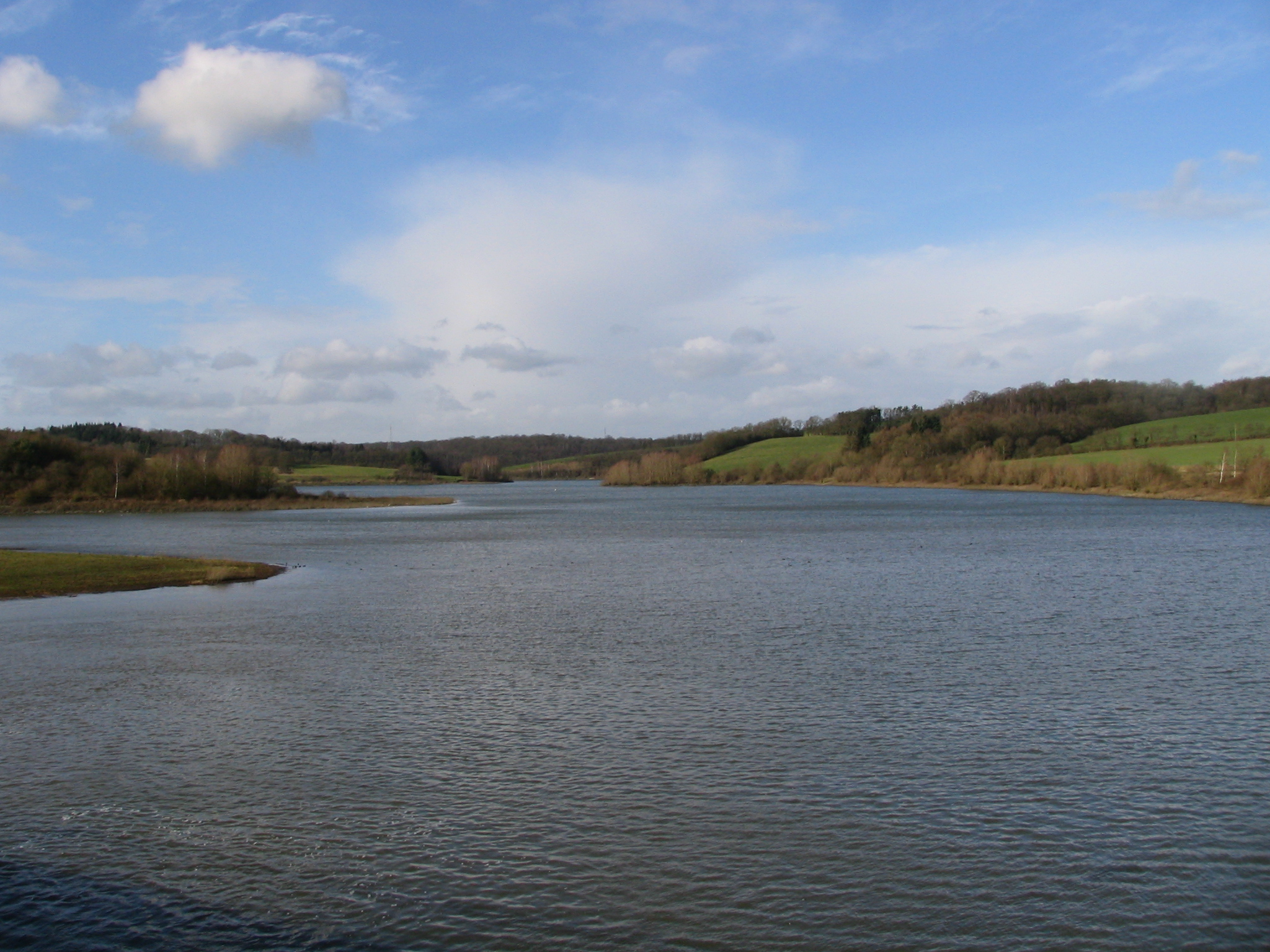
Lac de l'Eau d'heure vu du barrage de Falemprise.

#### Pré-barrage de Falemprise
Le pré-barrage de Falemprise est situé près du barrage de la Plate-Taille. Au lac de Falemprise, on trouve un centre de délassement touristique. Le barrage, construit en béton armé, a une hauteur de 16 mètres et une longueur de 226 mètres. Avant la création du lac, il y avait une gare de la ligne 132 et une marbrerie.

#### Pré-Barrage du Ry-Jaune
Il se situe dans la Province de Namur, Le lac s'appelle le Lac du Ry-Jaune, du nom de la rivière qui l'alimente. Le barrage, construit en béton armé, mesure 16,70 mètres de hauteur et 252 mètres de longueur.

#### Pré-Barrage de Féronval
Ce pré-barrage est à côté du barrage de l'Eau d'Heure. Le barrage est un parking et il y a un passage pour alimenter le lac de Féronval. Le barrage a été construit en enrochement, la hauteur est de 23,70 mètres, la longueur est de 170 mètres.

## Routes

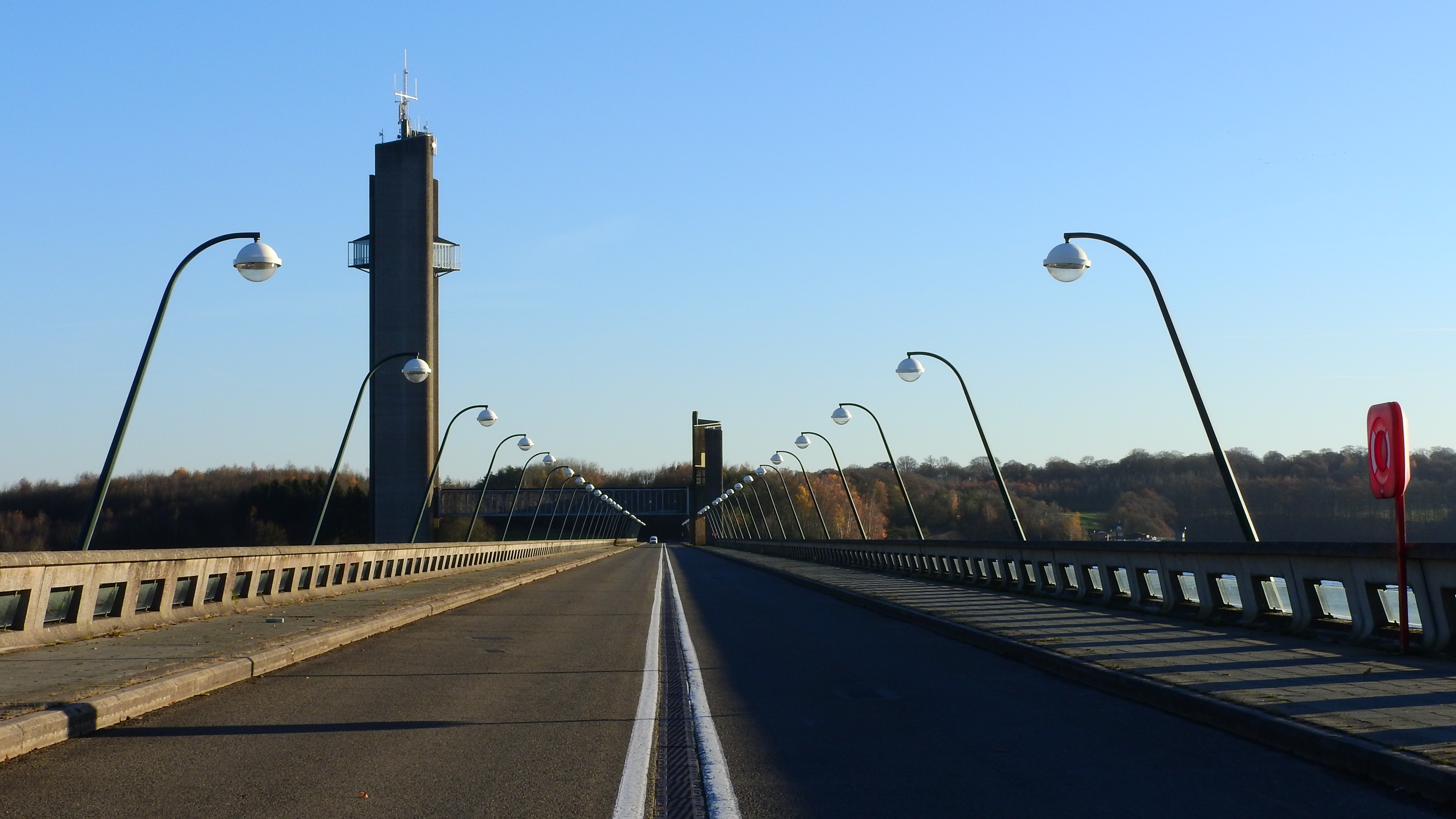
La route des barrages.

Pour rétablir les communications entre les villages, 73 km de routes et 7 km de voiries forestières furent construits. La construction des barrages, quant à elle, commença le 15 octobre 1971 et s’acheva en 1980.

## Tourisme
Les lacs disposent de plusieurs endroits touristiques citons : plage, villages de vacances (Golden Lakes Village, Landal), parc aquatique (l'Aquacentre) actuellement fermé pour une durée indéterminée, promenade en petit train, promenades pédestres, et même en amphibus Le Crocodile Rouge, un laser game, l’accrobranche (Natura Parc), un centre de plongée, le centre de délassement de Falemprise (Le Relais de Falemprise), un golf aquatique, de la planche à voile, visite du barrage de la Plate-Taille. Un centre d’accueil se situe près du barrage.

## Galerie

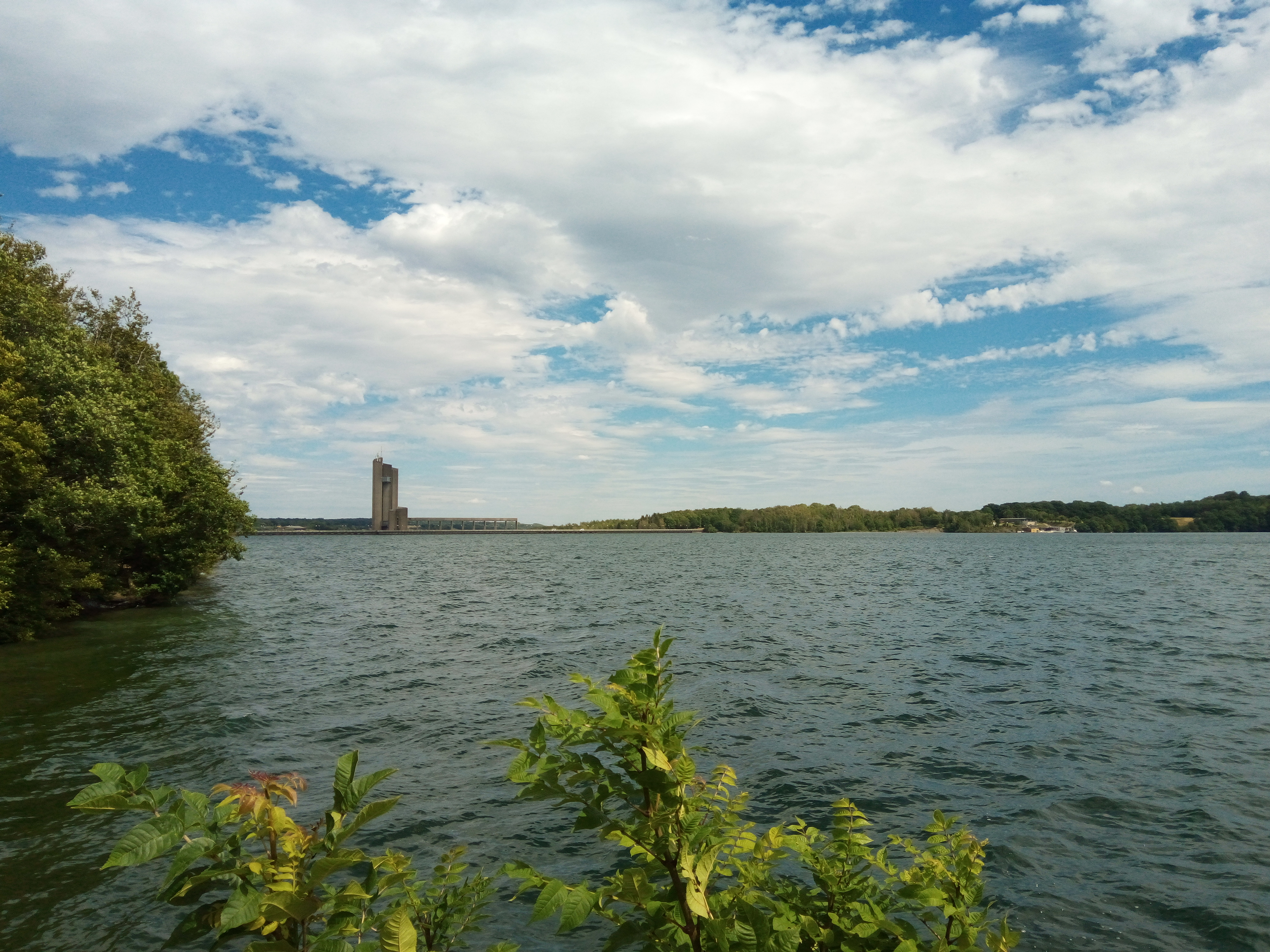
Vue sur le lac de la Plate-Taille.
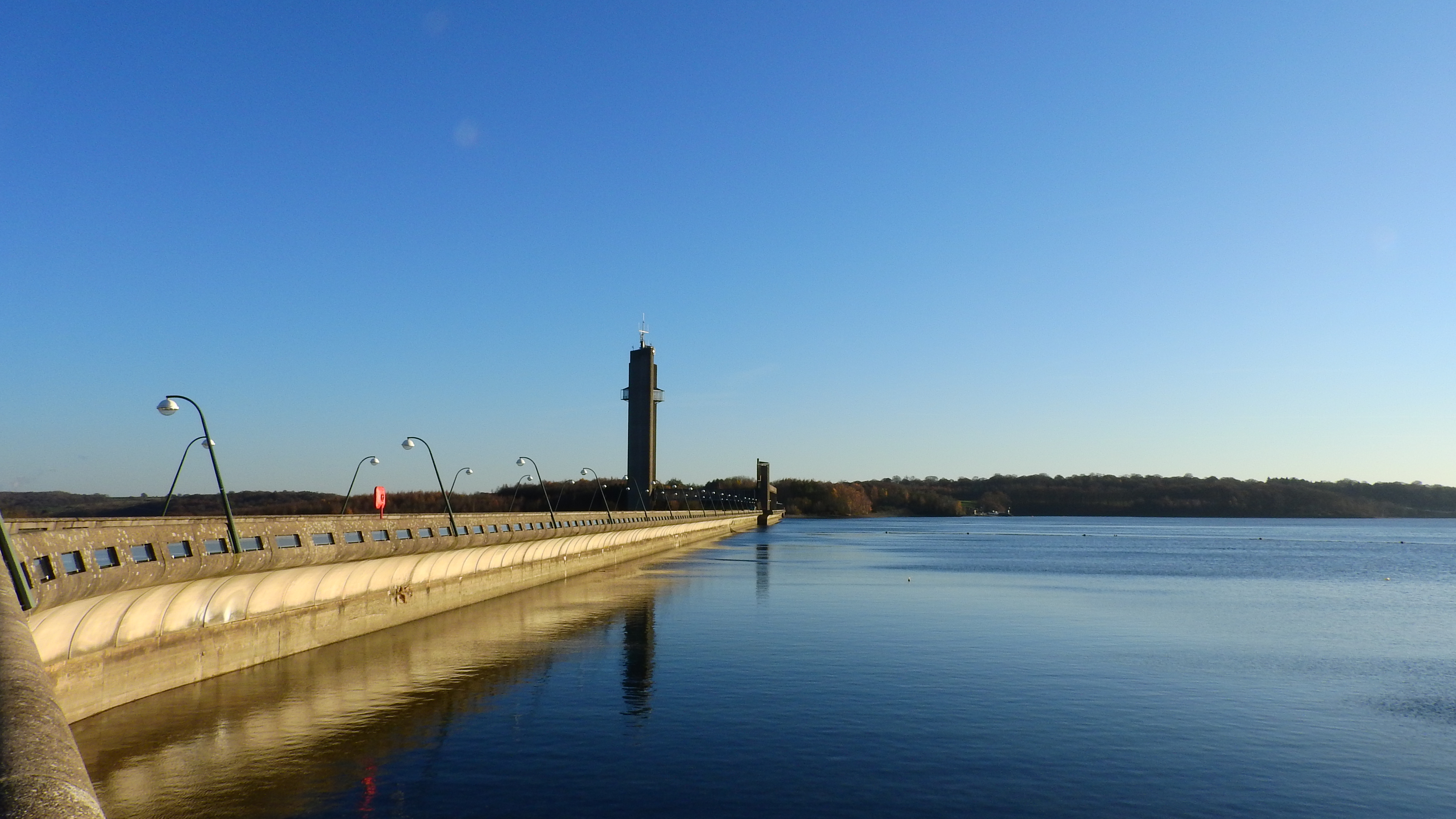
Barrage de la Plate-Taille.
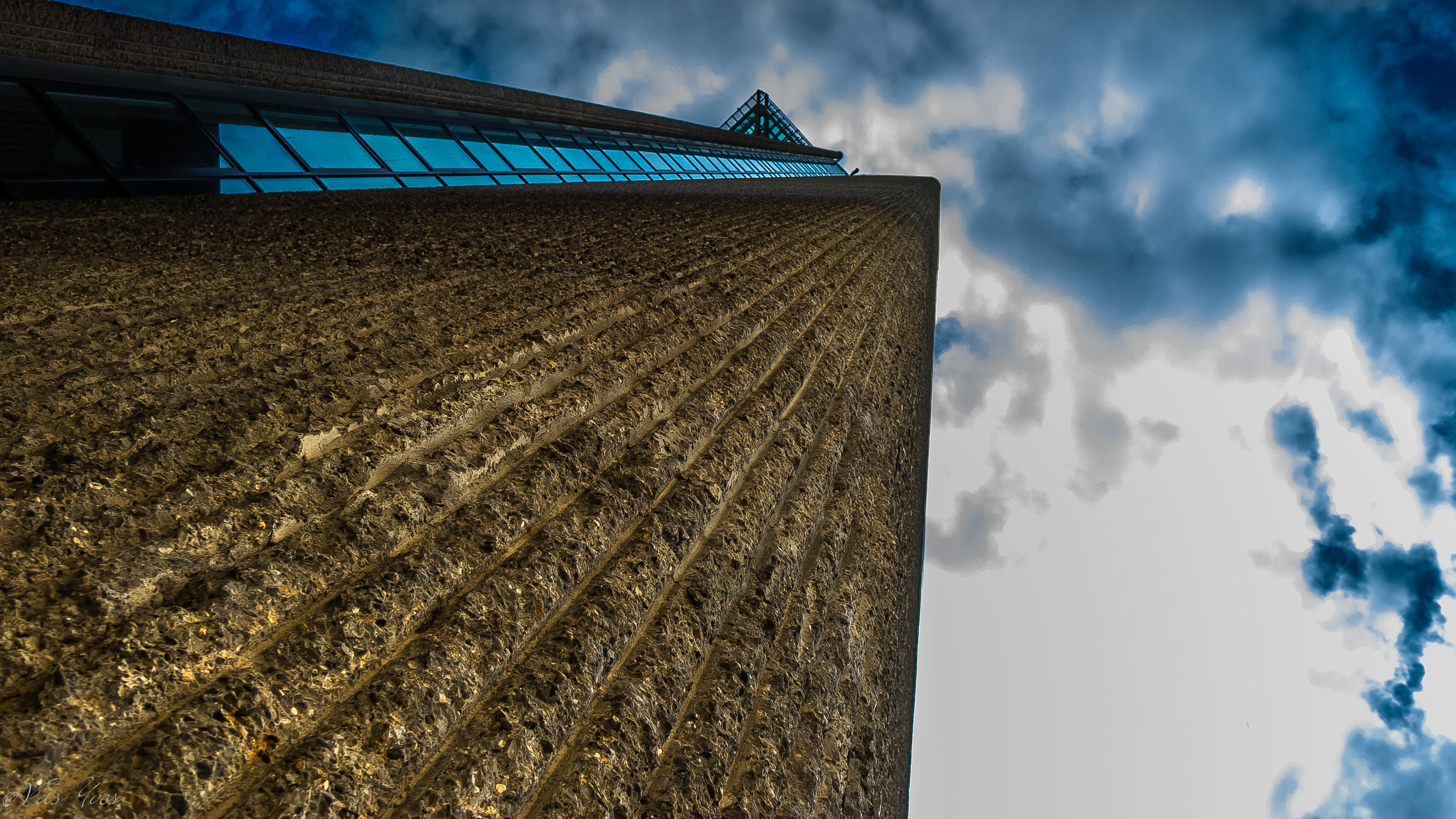
La tour d'observation.

## Gestion
Le Gouvernement wallon a confié à l'association sans but lucratif (ASBL) « Les Lacs de l'Eau d'Heure » la gestion et l'exploitation du site à des fins touristiques. François Devillers (PS) préside les différentes instances de cette ASBL. 
Les membres de l'ASBL sont :
- huit représentants de la Région wallonne,
- un représentant de la province de Hainaut et un de la province de Namur,
- un représentant de la commune de Cerfontaine et un de la commune de Froidchapelle,
- les gouverneurs des provinces susmentionnées : Tommy Leclercq (PS) et Denis Mathen (MR)[4].